# Willem Doudijns
Willem Doudijns, ook wel Doudyn of Doedijns (Den Haag 31 december 1630 - Den Haag ca 1 januari 1697) was een Nederlandse kunstschilder, prentkunstenaar en tekenaar, en een van de oprichters van de Confrerie Pictura.

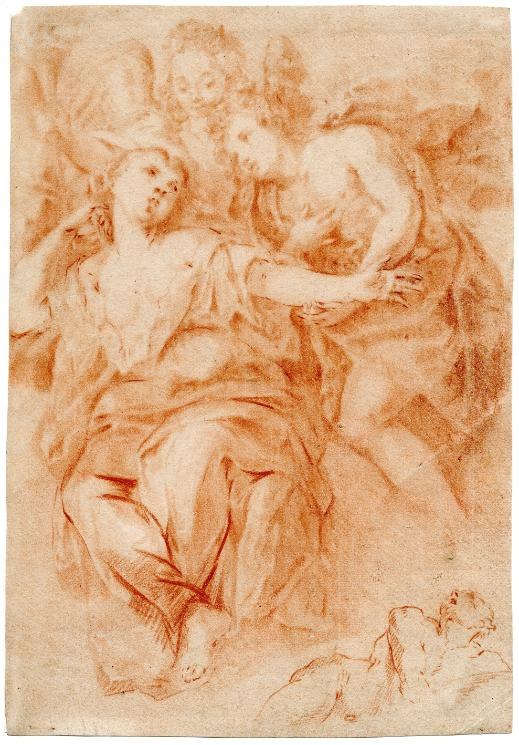
Tekening van Doudijns, afkomstig uit de Bijzondere Collecties Universiteit Leiden, signatuur PK-1925-T-2

## Biografie
Doudijns was de zoon van een Haagse burgemeester en kolonel in de schutterij. Hij hield zich al jong met kunst bezig; zijn leermeester was Alexander Petit. Hij trok rond 1649 naar Rome en werd lid van de Bentveughels waar hij de naam Diomedes verkreeg. Daar leerde hij dat je niet alleen de natuur maar ook alle details van de klassieke beeldhouwkunst moest bestuderen. Pas na twaalf jaar kwam hij terug, inmiddels beroemd als historieschilder.
In 1657 behoorde hij misschien tot de oprichters van Confrerie Pictura, dat zich niet langer kon vinden met de regelgeving van het Sint Lucasgilde. Misschien was er te veel concurrentie van schilders die niet lid waren van het gilde, misschien deed het gilde te weinig aan opleiding van Haagse schilders. Het is niet onmogelijk dat hij pas in 1661 terugkeerde van zijn reis naar Italië.
In 1672 beoordeelt hij samen met Karel Dujardin een twaalf- of dertiental schilderijen afkomstig van Gerrit Uylenburgh die ze had verkocht aan de Grote Keurvorst, als zijnde belangrijke Italiaanse originele werken.
In 1682 behoorde hij tot de oprichters van de Haagse Tekenacademie.
Doudijns verzamelde schilderijen, tekeningen en beelden en liet zijn huis als een tempel der kunst inrichten. Hij was de leermeester van Bartholomeus van Burgindis, François Beeldemaker, door de Bentveughels aap genoemd, Willem Wissing, Dominicus van Wijnen bijgenaamd Ascanius, Mattheus Terwesten, Daniël Jacobs en misschien Jan Bisschop, Cornelis de Bruijn en Pieter van der Hult.
In 1698 werden zijn huis en nalatenschap met vele kunstschatten verkocht. Van zijn beroemdheid in die tijd getuigt het gedicht van zijn stadgenoot Samuel Sylvius, Uitvaart van den Heer Wilhem Doedijns, aartsschilder dezer eeuw. Onder zijn schilderijen, vooral plafondstukken, is het meest bekend zijn vierschaar het Oordeel van Salomo in het Oude stadhuis van 's-Gravenhage; zijn tekeningen uit Italië werden door Jan Bisschop geëtst.

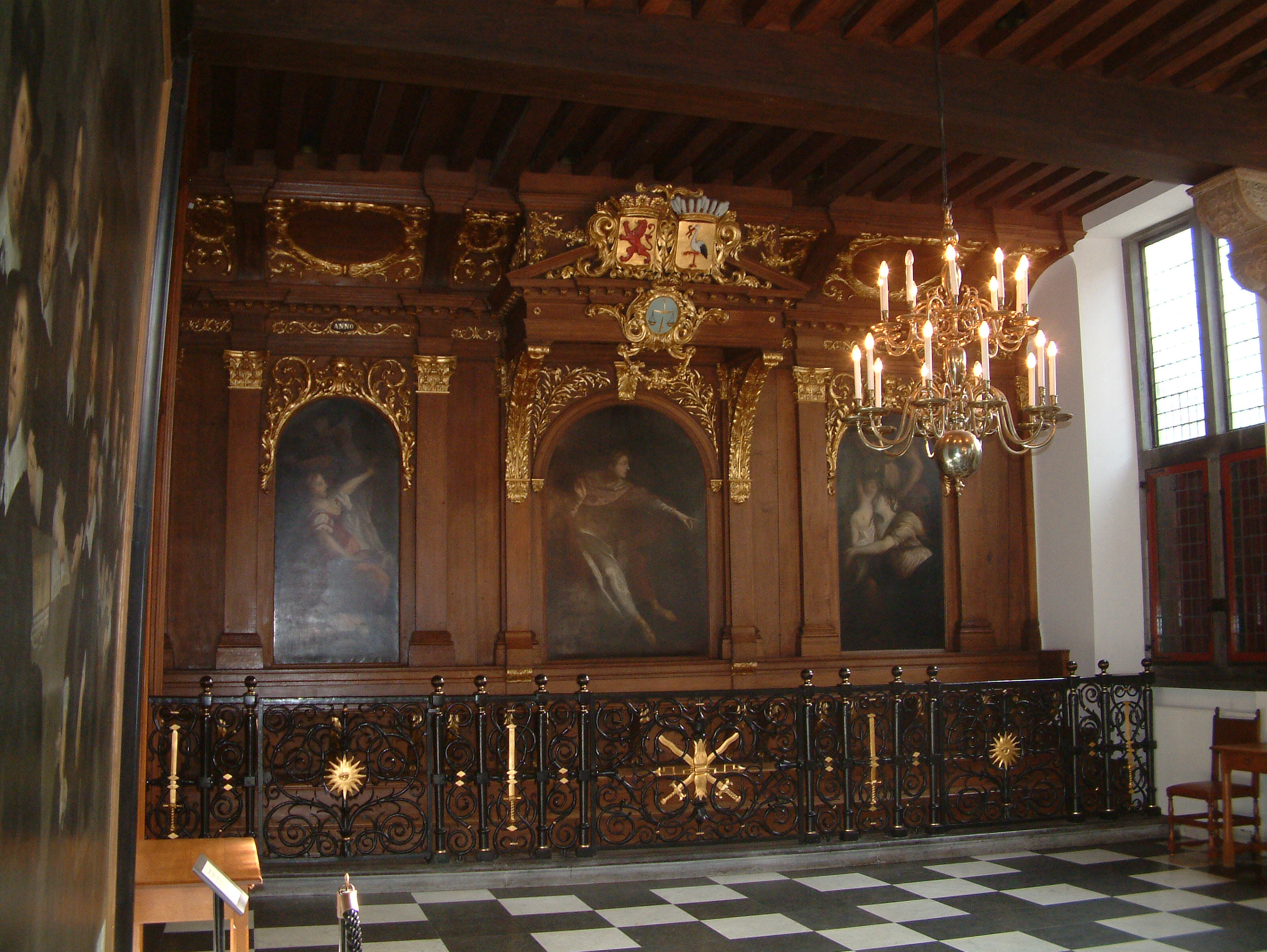
Oordeel van Salomo in het oude Haagse stadhuis